# Luyères
Luyères ist eine französische Gemeinde mit 460 Einwohnern (Stand: 1. Januar 2022) im Département Aube in der Region Grand Est; sie gehört zum Arrondissement Troyes und zum Kanton Arcis-sur-Aube. Die Einwohner werden Luyons genannt.

## Geografie
Luyères liegt etwa zehn Kilometer nordöstlich von Troyes an der Autoroute A26 und am Fluss Barbuise. Umgeben wird Luyères von den Nachbargemeinden Charmont-sous-Barbuise im Norden, Onjon im Osten und Nordosten, Bouy-Luxembourg im Osten, Assencières im Süden, Creney-près-Troyes im Südwesten sowie Vailly im Westen.

## Bevölkerungsentwicklung
| Jahr      | 1962 | 1968 | 1975 | 1982 | 1990 | 1999 | 2006 | 2011 | 2018 |
| Einwohner | 187  | 227  | 383  | 383  | 401  | 382  | 442  | 429  | 454  |

Quellen: Cassini und INSEE

## Sehenswürdigkeiten
- Kirche Saint-Julien aus dem 15./16. Jahrhundert, seit 1958 Monument historique

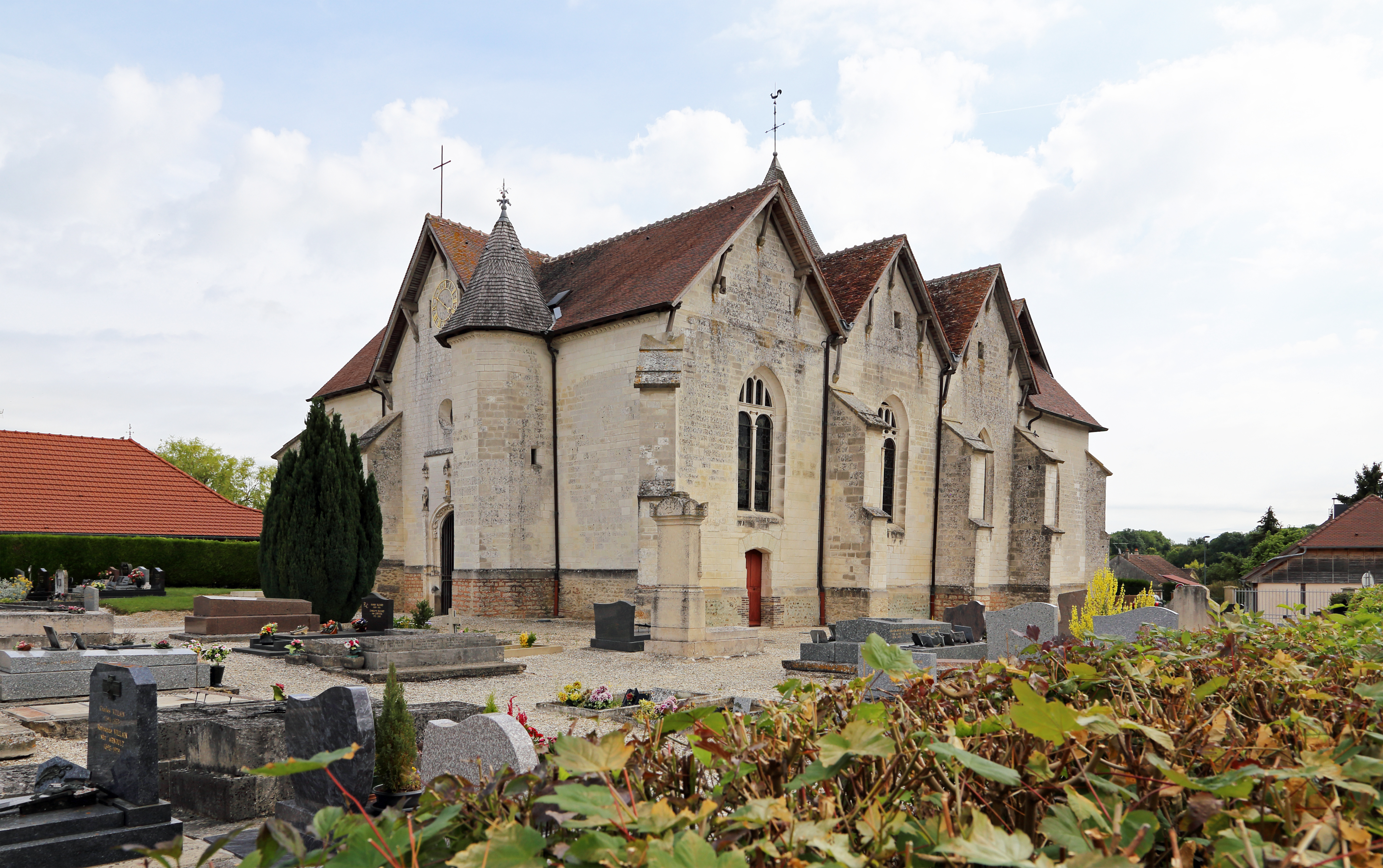
Kirche Saint-Julien